# Hörne (Balje)
Hörne (plattdeutsch Hörn) ist ein Ortsteil der Gemeinde Balje im Norden vom niedersächsischen Landkreis Stade.

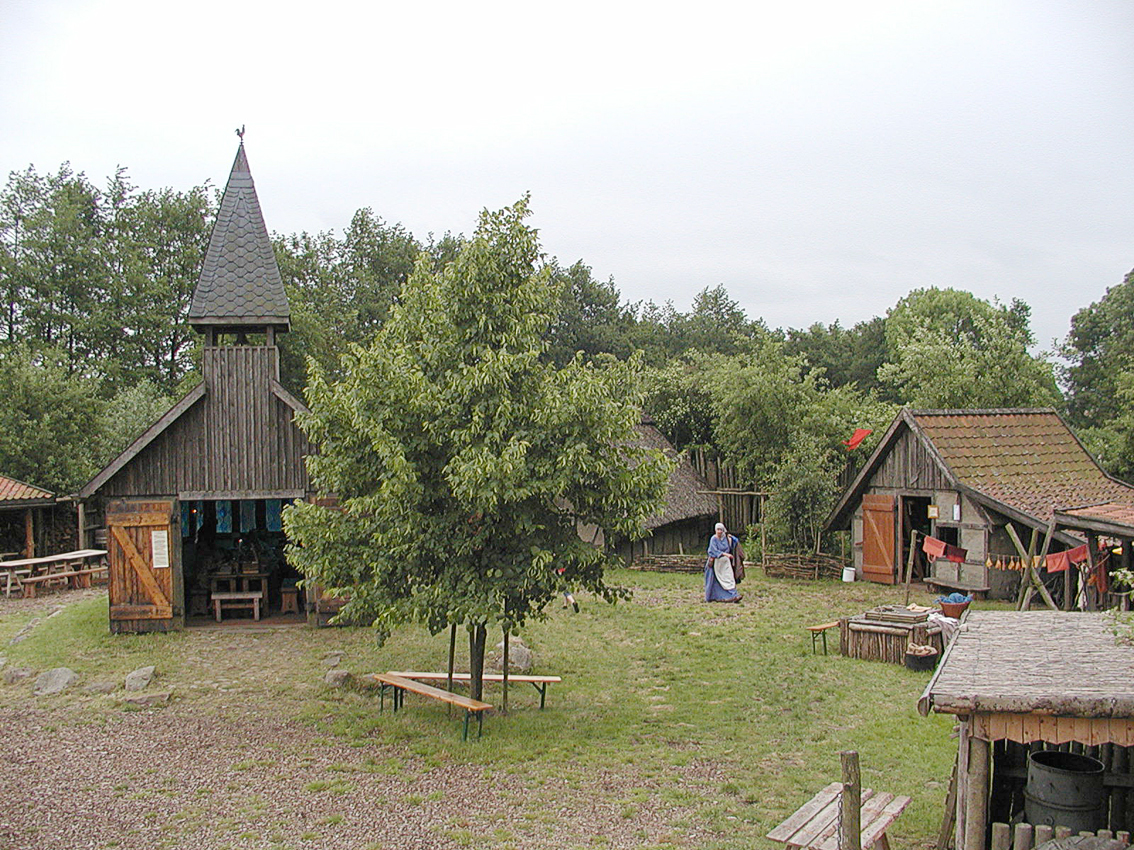
Mittelalterliches Dorf „Op de Horn“

## Geographische Lage
Hörne liegt rund 2 km westlich der Oste in den Elbmarschen im Land Kehdingen. Nachbarorte sind Balje-Elbdeich-West im Norden, Balje im Nordosten, Kukenbüttel und Süderdeich im Südosten, Itzwörden und Geversdorf im Süden,  Altenwisch und Neuhaus (Oste) im Südwesten und Neuhäuserdeich im Westen.
Hörne liegt an der Landesstraße 111, die im Westen nach Freiburg/Elbe und im Süden nach Geversdorf führt. Bei Dingwörden mündet die Landesstraße in die Bundesstraße 73.

## Geschichte
Hörne gehörte bis 1648 zum Erzstift Bremen, dann zum Reichsterritorium Bremen-Verden unter wechselnder Oberherrschaft, seit 1715 zum Kurfürstentum Braunschweig-Lüneburg, dann bis 1866 als Teil der Landdrostei Stade zum Königreich Hannover und wurde dann preußisch im Regierungsbezirk Stade.
Hörne gehörte vor 1852 zum Grevengericht Freiburg und von 1852 bis 1885 zum Amt Freiburg/Elbe. Nach 1885 war Hörne im Kreis Kehdingen, der 1932 im jetzigen Landkreis Stade aufging.
Ein Deich entstand schon im Mittelalter. Der Stader Bürgermeister Heinrich von Gehren erhielt um 1500 das Rittergut Hörne vom Bremer Erzbischof als freies Eigen geschenkt. Seitdem ist es im Besitz der Nachfahren geblieben, darunter 200 Jahre derer von Plate, seit 1860 derer von der Decken, dann von Lenthe und seit 1950 der Freiherren von Zedlitz und Neukirch. Das Gutshaus wurde ab 1873 im neugotisch-englischen Stil für Claus-Alexander von der Decken und seine Frau Marie von Plate erbaut.

### Einwohnerentwicklung
| Jahr             | Einwohner                |
| ---------------- | ------------------------ |
| 1793             | 1 Feuerstelle            |
| 1824             | 48 Feuerstellen          |
| 1. Dezember 1871 | 278 Einwohner, 43 Häuser |

## Religion
Hörne ist evangelisch-lutherisch geprägt und gehört zum Kirchspiel der Marienkirche in Balje.
Für die Katholiken ist die Heilig-Kreuz-Kirche in Otterndorf zuständig.

## Infrastruktur

### Vereine
- Freiwillige Feuerwehr

### Sehenswertes
- Mittelalterliches Dorf „Op de Horn“ in Hörne: Das holzumzäunte Rundlingsdorf mit acht Gebäuden im mittelalterlichen Stil und einem historischen Garten wurde in den 1990er Jahren auf dem Gutsgelände platziert. Entstanden waren die Gebäude für die Feierlichkeiten eines Stadtjubiläums in Braunschweig. Es dient heute für Live-Action-Role-Playing-Gruppen, Fotoshootings, Musikvideodrehs, Hochzeiten oder Geburtstagsfeste.

### Bildung
Früher hatte Hörne eine eigene Volksschule. Heute besuchen die Kinder in Hörne die Grundschule Balje. Weiterführende Schulen befinden sich in Freiburg/Elbe (Oberschule) und Stade (Vincent-Lübeck-Gymnasium). Die Gymnasiasten aus Höne dürfen aber auch das Gymnasium Warstade in Hemmoor-Warstade und das Detlefsengymnasium in Glückstadt besuchen.